# San Martín, Moloacán
San Martín är en ort i Mexiko.   Den ligger i kommunen Moloacán och delstaten Veracruz, i den sydöstra delen av landet, 500 km öster om huvudstaden Mexico City. San Martín ligger 34 meter över havet och antalet invånare är 180.
Terrängen runt San Martín är platt. Runt San Martín är det ganska glesbefolkat, med 30 invånare per kvadratkilometer. Närmaste större samhälle är Villa Nanchital, 20,0 km norr om San Martín. Omgivningarna runt San Martín är en mosaik av jordbruksmark och naturlig växtlighet.